# Кальдерон, Хосе Мануэль
Хосе Мануэль Кальдерон Борральо (исп. José Manuel Calderón; родился 28 сентября 1981 года в Вильянуэва-де-ла-Серене, Испания) — испанский профессиональный баскетболист, известный по выступлениям в Национальной баскетбольной ассоциации за команду «Торонто Рэпторс» и другие клубы. Играл на позиции разыгрывающего защитника. В составе национальной сборной Испании выигрывал чемпионат мира по баскетболу 2006 года, чемпионат Европы в 2011 году, дважды завоевал серебряные медали чемпионата Европы (2003 и 2007 годов) и Олимпийских игр 2008 и 2012 годов.

## Карьера

### Европа
В профессиональном баскетболе Кальдерон дебютировал в 1999 году в составе клуба «Аликанте», которому помог выиграть второй дивизион чемпионата Испании в 2000 году. В следующем сезоне, выступая уже в первом дивизионе, Кальдерон был признан лучшим новичком турнира. В 2001 году Кальдерон перешёл в команду «Фуэнлабрада», в составе которой не был основным игроком, однако по итогам сезона был признан самым перспективным баскетболистом чемпионата. Три сезона, с 2002 по 2005 год, Кальдерон выступал за один из сильнейших баскетбольных клубов Испании, «ТАУ Керамику». В сезоне 2003/2004 Хосе помог ТАУ выиграть кубок Испании, а в 2005 году вывел команду в финал четырёх Евролиги, где «ТАУ Керамика» проиграла в финале «Маккаби» из Тель-Авива.

### НБА
3 августа 2005 года Кальдерон подписал контракт с клубом НБА «Торонто Рэпторс». В чемпионате Испании он зарекомендовал себя как отличный разыгрывающий и специалист по дальним броскам, однако в дебютном сезоне проявить в должной мере ни одну из своих сильных сторон не сумел и в итоге не стал основным защитником команды.
В сезоне 2006/2007 «Рэпторс» пригласили перспективного разыгрывающего Ти Джея Форда из «Милуоки Бакс», Кальдерон стал его сменщиком. Хотя испанец стал проводить меньше времени на площадке, ему удалось улучшить свою результативность. В начале сезона 2007/2008 Форд получил травму, позволившую Кальдерону наконец раскрыться. Когда Форд вернулся в строй к последней трети сезона, место разыгрывающего защитника застолбил за собой испанец, по итогам сезона занявший пятое место в лиге по среднему количеству передач за игру и десятое место по проценту попаданий из-за трёхочковой линии.
В межсезонье 2008 года Форда обменяли на Джермейна О’Нила из «Индиана Пэйсерс», и Кальдерон окончательно стал основным игроком Торонто, одним из лидеров команды. 9 июля 2008 года он подписал с «Рэпторс» новый контракт. В сезоне 2008/09 Кальдерон установил рекорд НБА по проценту реализации штрафных бросков в сезоне, он удачно исполнил 151 из 154 штрафных (98.1 %).
30 января 2013 года в ходе трёхсторонней сделки был обменян в «Детройт Пистонс».
11 июля 2013 года Кальдерон в статусе свободного агента подписал четырёхлетний контракт с клубом «Даллас Маверикс» на сумму 28 млн долларов.
25 июня 2014 года «Даллас Маверикс» обменяли Кальдерона, Сэмюэла Далемберта, Шейна Ларкина, Уейна Эллингтона и два выбора во втором раунде драфта 2014 года в «Нью-Йорк» на Тайсона Чендлера и Реймонда Фелтона.

## Национальная сборная
В 1998 году Кальдерон в составе сборной Испании стал чемпионом Европы среди юниоров, а также бронзовым призёром чемпионата Европы среди юношей до 20 лет. На чемпионате мира 2002 года, проходившем в Индианаполисе, Кальдерон принял участие во всех шести матчах испанской сборной, за весь турнир набрал 17 очков, сделал по 4 подбора и передачи. В 2006 году он стал чемпионом мира, набирал на турнире в среднем 7,2 очков за игру и делал 3,2 передачи. Кальдерон также выступал за сборную на Олимпийских играх 2008 года, где Испания выиграла серебряные медали, и на победном для испанской сборной чемпионате Европы 2011 года.
Клуб НБА «Голден Стэйт Уорриорз» 1 марта 2017 года объявил, что за него теперь будет играть испанец Хосе Кальдерон. Спустя два часа клуб отказался от Кальдерона. Тем не менее, за эти два часа Хосе Кальдерон заработал 415 тысяч долларов, не сыграв за клуб ни минуты. «Голден Стэйт Уорриорз» решил выплатить ему компенсацию, хотя договоренность о переходе игрока была устной. Клуб отказался от защитника, поскольку из-за травмы звездного форварда Кевина Дюранта ему внезапно понадобился игрок на этой позиции. В итоге клуб подписал Мэтта Барнса.

## Статистика

### Статистика в НБА
| Сезон                                                                                    | Команда  | Регулярный сезон | Регулярный сезон | Регулярный сезон | Регулярный сезон | Регулярный сезон | Регулярный сезон | Регулярный сезон | Регулярный сезон | Регулярный сезон | Регулярный сезон | Регулярный сезон | Серия плей-офф | Серия плей-офф | Серия плей-офф | Серия плей-офф | Серия плей-офф | Серия плей-офф | Серия плей-офф | Серия плей-офф | Серия плей-офф | Серия плей-офф | Серия плей-офф |
| Сезон                                                                                    | Команда  | GP               | GS               | MPG              | FG%              | 3P%              | FT%              | RPG              | APG              | SPG              | BPG              | PPG              | GP             | GS             | MPG            | FG%            | 3P%            | FT%            | RPG            | APG            | SPG            | BPG            | PPG            |
| ---------------------------------------------------------------------------------------- | -------- | ---------------- | ---------------- | ---------------- | ---------------- | ---------------- | ---------------- | ---------------- | ---------------- | ---------------- | ---------------- | ---------------- | -------------- | -------------- | -------------- | -------------- | -------------- | -------------- | -------------- | -------------- | -------------- | -------------- | -------------- |
| 2005/06                                                                                  | Торонто  | 64               | 11               | 23,2             | 42,3             | 16,3             | 84,8             | 2,2              | 4,5              | 0,7              | 0,1              | 5,5              | Не участвовал  | Не участвовал  | Не участвовал  | Не участвовал  | Не участвовал  | Не участвовал  | Не участвовал  | Не участвовал  | Не участвовал  | Не участвовал  | Не участвовал  |
| 2006/07                                                                                  | Торонто  | 77               | 11               | 21,0             | 52,1             | 33,3             | 81,8             | 1,7              | 5,0              | 0,8              | 0,1              | 8,7              | 6              | 1              | 24,3           | 50,7           | 25,0           | 83,3           | 1,7            | 5,3            | 0,8            | 0,0            | 13,0           |
| 2007/08                                                                                  | Торонто  | 82               | 56               | 30,3             | 51,9             | 42,9             | 90,8             | 2,9              | 8,3              | 1,1              | 0,1              | 11,2             | 5              | 0              | 23,9           | 44,0           | 47,6           | 100,0          | 3,6            | 7,0            | 0,2            | 0,0            | 11,8           |
| 2008/09                                                                                  | Торонто  | 68               | 68               | 34,3             | 49,7             | 40,6             | 98,1             | 2,9              | 8,9              | 1,1              | 0,1              | 12,8             | Не участвовал  | Не участвовал  | Не участвовал  | Не участвовал  | Не участвовал  | Не участвовал  | Не участвовал  | Не участвовал  | Не участвовал  | Не участвовал  | Не участвовал  |
| 2009/10                                                                                  | Торонто  | 68               | 39               | 26,7             | 48,2             | 39,8             | 79,8             | 2,1              | 5,9              | 0,7              | 0,1              | 10,3             | Не участвовал  | Не участвовал  | Не участвовал  | Не участвовал  | Не участвовал  | Не участвовал  | Не участвовал  | Не участвовал  | Не участвовал  | Не участвовал  | Не участвовал  |
| 2010/11                                                                                  | Торонто  | 68               | 55               | 30,9             | 44,0             | 36,5             | 85,4             | 3,0              | 8,9              | 1,2              | 0,1              | 9,8              | Не участвовал  | Не участвовал  | Не участвовал  | Не участвовал  | Не участвовал  | Не участвовал  | Не участвовал  | Не участвовал  | Не участвовал  | Не участвовал  | Не участвовал  |
| 2011/12                                                                                  | Торонто  | 53               | 53               | 33,9             | 45,7             | 37,1             | 88,2             | 3,0              | 8,8              | 0,9              | 0,1              | 10,5             | Не участвовал  | Не участвовал  | Не участвовал  | Не участвовал  | Не участвовал  | Не участвовал  | Не участвовал  | Не участвовал  | Не участвовал  | Не участвовал  | Не участвовал  |
| 2012/13                                                                                  | Торонто  | 45               | 30               | 28,3             | 47,0             | 42,9             | 90,4             | 2,4              | 7,4              | 0,6              | 0,1              | 11,1             | Не участвовал  | Не участвовал  | Не участвовал  | Не участвовал  | Не участвовал  | Не участвовал  | Не участвовал  | Не участвовал  | Не участвовал  | Не участвовал  | Не участвовал  |
| 2012/13                                                                                  | Детройт  | 28               | 28               | 31,7             | 52,7             | 52,0             | 89,3             | 2,5              | 6,6              | 1,1              | 0,1              | 11,6             | Не участвовал  | Не участвовал  | Не участвовал  | Не участвовал  | Не участвовал  | Не участвовал  | Не участвовал  | Не участвовал  | Не участвовал  | Не участвовал  | Не участвовал  |
| 2013/14                                                                                  | Даллас   | 81               | 81               | 30,5             | 45,6             | 44,9             | 82,5             | 2,4              | 4,7              | 0,9              | 0,1              | 11,4             | 7              | 7              | 27,3           | 46,2           | 47,8           | 100,0          | 1,3            | 4,4            | 0,1            | 0,0            | 10,3           |
| 2014/15                                                                                  | Нью-Йорк | 42               | 42               | 30,2             | 41,5             | 41,5             | 90,6             | 3,0              | 4,7              | 0,7              | 0,0              | 9,1              | Не участвовал  | Не участвовал  | Не участвовал  | Не участвовал  | Не участвовал  | Не участвовал  | Не участвовал  | Не участвовал  | Не участвовал  | Не участвовал  | Не участвовал  |
| 2015/16                                                                                  | Нью-Йорк | 72               | 72               | 28,1             | 45,9             | 41,4             | 87,5             | 3,2              | 4,2              | 0,9              | 0,1              | 7,6              | Не участвовал  | Не участвовал  | Не участвовал  | Не участвовал  | Не участвовал  | Не участвовал  | Не участвовал  | Не участвовал  | Не участвовал  | Не участвовал  | Не участвовал  |
| 2016/17                                                                                  | Лейкерс  | 24               | 11               | 12,2             | 41,6             | 35,3             | 100,0            | 1,8              | 2,1              | 0,3              | 0,0              | 3,3              | Не участвовал  | Не участвовал  | Не участвовал  | Не участвовал  | Не участвовал  | Не участвовал  | Не участвовал  | Не участвовал  | Не участвовал  | Не участвовал  | Не участвовал  |
| 2016/17                                                                                  | Атланта  | 17               | 2                | 14,5             | 40,4             | 26,7             | 87,5             | 1,9              | 2,2              | 0,2              | 0,0              | 3,6              | 6              | 0              | 12,6           | 47,8           | 33,3           | -              | 1,3            | 2,2            | 0,3            | 0,2            | 4,3            |
| 2017/18                                                                                  | Кливленд | 57               | 32               | 16,0             | 50,3             | 46,4             | 80,0             | 1,5              | 2,1              | 0,5              | 0,0              | 4,5              | 13             | 3              | 8,0            | 34,6           | 22,2           | 100,0          | 0,8            | 0,7            | 0,4            | 0,0            | 1,8            |
| 2018/19                                                                                  | Детройт  | 49               | 0                | 12,9             | 37,5             | 24,6             | 81,8             | 1,2              | 2,3              | 0,3              | 0,1              | 2,3              | 3              | 0              | 3,2            | -              | -              | -              | 0,0            | 1,7            | 0,3            | 0,0            | 0,0            |
|                                                                                          | Всего    | 895              | 591              | 26,4             | 47,2             | 40,7             | 87,3             | 2,4              | 5,8              | 0,8              | 0,1              | 8,9              | 40             | 11             | 16,1           | 45,9           | 37,2           | 92,9           | 1,4            | 3,1            | 0,4            | 0,0            | 6,5            |
| Наведите курсор мыши на аббревиатуры в заголовке таблицы, чтобы прочесть их расшифровку. |          |                  |                  |                  |                  |                  |                  |                  |                  |                  |                  |                  |                |                |                |                |                |                |                |                |                |                |                |

### Статистика в других лигах
| Сезон | Команда              | Лига                 | GP  | GS | MPG  | FG%  | 3P%  | FT%  | RPG | APG | SPG | BPG | PFL | TOV | PPG  |
| --- | -------------------- | -------------------- | --- | -- | ---- | ---- | ---- | ---- | --- | --- | --- | --- | --- | --- | ---- |
| 2002/03 | Баскония             | Евролига             | 17  | 6  | 21,5 | 47,8 | 40,6 | 87,5 | 2,4 | 1,4 | 1,1 | 0,1 | 1,6 | 1,4 | 7,5  |
| 2003/04 | Все клубы            | Все лиги             | 60  | 23 | 20,6 | 50,5 | 37,3 | 82,0 | 2,2 | 2,0 | 1,2 | 0,2 | 2,0 | 1,1 | 7,7  |
| 2003/04 | Баскония             | Чемпионат Испании    | 41  | 13 | 20,8 | 52,0 | 35,8 | 81,3 | 2,6 | 2,0 | 1,3 | 0,2 | 1,9 | 1,0 | 8,0  |
| 2003/04 | Баскония             | Евролига             | 19  | 10 | 20,0 | 46,4 | 40,5 | 83,0 | 1,4 | 2,0 | 1,1 | 0,2 | 2,1 | 1,4 | 7,2  |
| 2004/05 | Все клубы            | Все лиги             | 61  | 49 | 27,9 | 51,6 | 44,0 | 82,9 | 2,9 | 2,9 | 1,4 | 0,0 | 2,3 | 1,4 | 12,1 |
| 2004/05 | Баскония             | Чемпионат Испании    | 39  | 32 | 28,5 | 52,8 | 45,4 | 82,3 | 2,6 | 3,0 | 1,4 | 0,0 | 2,0 | 1,4 | 12,4 |
| 2004/05 | Баскония             | Евролига             | 22  | 17 | 26,8 | 49,4 | 42,1 | 84,1 | 3,4 | 2,6 | 1,5 | 0,0 | 2,8 | 1,3 | 11,6 |
| Всего | Всего                | Всего                | 138 | 78 | 23,9 | 50,8 | 41,3 | 83,0 | 2,5 | 2,3 | 1,3 | 0,1 | 2,1 | 1,3 | 9,6  |
| В Евролиге | В Евролиге           | В Евролиге           | 58  | 33 | 23,0 | 48,2 | 41,4 | 84,4 | 2,5 | 2,1 | 1,2 | 0,1 | 2,2 | 1,4 | 9,0  |
| В чемпионате Испании | В чемпионате Испании | В чемпионате Испании | 80  | 45 | 24,6 | 52,4 | 41,3 | 82,0 | 2,6 | 2,5 | 1,4 | 0,1 | 2,0 | 1,2 | 10,1 |
| Наведите курсор мыши на аббревиатуры в заголовке таблицы, чтобы прочесть их расшифровку Статистика приведена с сайта basketball.realgm.com |                      |                      |     |    |      |      |      |      |     |     |     |     |     |     |      |